# Angélique Charbonnée
Angélique Charbonnée, ou Angélique Charbonné, active à Paris vers 1750, est une graveuse française de reproduction.

## Biographie
Graveuse sur cuivre, active à Paris vers 1750,, elle grave entre autres d'après David Teniers le Jeune,. On peut citer Les Chanteurs,,, ou un paysage.